# Mont Beuvray
Mont Beuvray, care are vârful la 821 de metri, face parte din masivul Morvan, în Burgundia-Franche-Comté. Este situat în comunele Saint-Léger-sous-Beuvray (Saône-et-Loire) și Glux-en-Glenne și Larochemillay (Nièvre). Vârful acestuia corespunde vechiului oppidum galic din Bibracte, capitala heduilor.
Pe flancurile sale se află Muzeul Civilizației Celtice, deschis publicului în 1996.

## Peisaje naturale

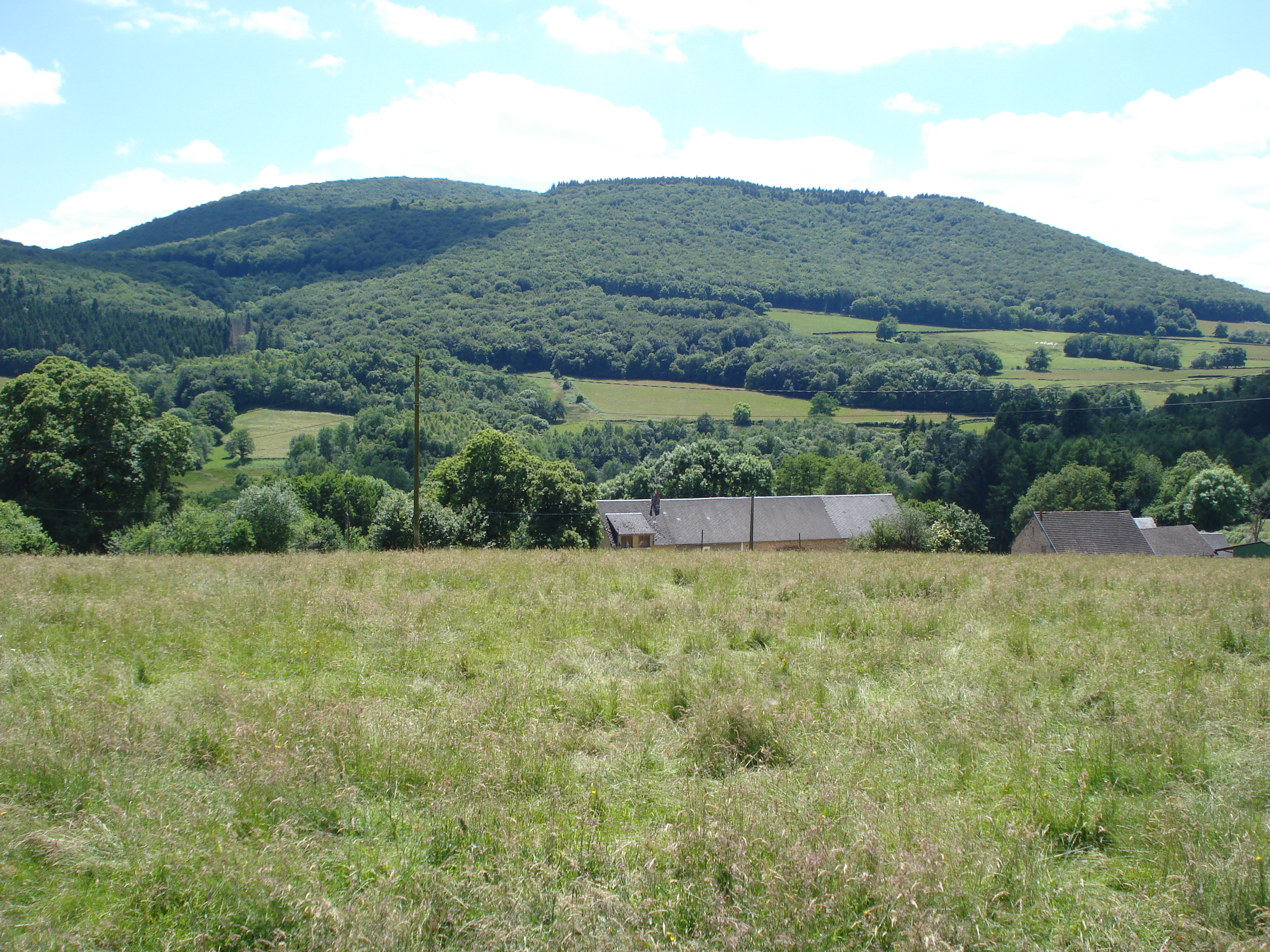
Mont Beuvray dinspre nord.

În timp ce versanții Mont Beuvray sunt complet împăduriți, cu câteva poieni, în special la siturile arheologice, în vârf o pajiște de mare altitudine vă permite să vedeți planeitatea vârfului și favorizează vederea peisajelor. De pe vârful Mont Beuvray, panorama este extinsă, mai ales spre sud și spre vest, permițându-vă să vedeți o bună parte din masivul Morvan. Un panou de orientare vă permite să identificați vârfuri, poteci și sate.

## Istorie

### Mezolitic, Neolitic
Mont Beuvray a fost ocupat încă din perioada neolitică, dovadă fiind numeroasele obiecte litice adunate de-a lungul muntelui; unele obiecte indică și ocupație datând din mezolitic. Vechea necropolă de la Col du Rebout, la poalele muntelui din partea de nord-est, a dat o serie de 570 de piese litice a căror diversitate de materiale reflectă raritatea siturilor de extracție a materiei prime (cremenele sunt practic absente în Morvan, cu baza sa de granit). Aceste materiale includ cuarț, ﬂuorit și treisprezece tipuri diferite de silex, inclusiv două soiuri din bazinul Parisului: silex Meusnes (Loir-et-Cher) și silex Turonian superior din regiunea Le Grand-Pressigny (Indre-et-Loire). Modul de producție este relativ omogen: se pare că materiile prime au fost produse cel puțin parțial pe șantier, deoarece seria cuprinde toate categoriile de obiecte în funcție de fiecare tip de silex. Însă această serie conține foarte puține piese retușate: există doar câteva răzuitoare, câteva lame cu retușuri marginale (bi)laterale neregulate, un fragment de lamă îmbunătățit prin retușuri bilaterale și un cuțit. Miezurile sunt foarte variate: un singur plan de lovire sau două planuri de lovire opuse, discoide, cu debitaj lamelar periferic, sau semiconice cu debitaj învăluitor. Această serie poate fi atribuită atât neoliticului, cât și mezoliticului: de exemplu nucleele pot fi comparate cu anumite nuclee din grupurile mezolitice din Ruffey-sur-Seille (Jura).

### Protoistorie
Jacques Lacarrière scria: „Dacă vrem să încercăm să găsim ceva despre gali, aud ceva ce încă mai poartă peisajul, chiar și după atâtea secole, tocmai la Bibracte trebuie să mergem, la acest Mont Beuvray care domină platourile Morvan. ”

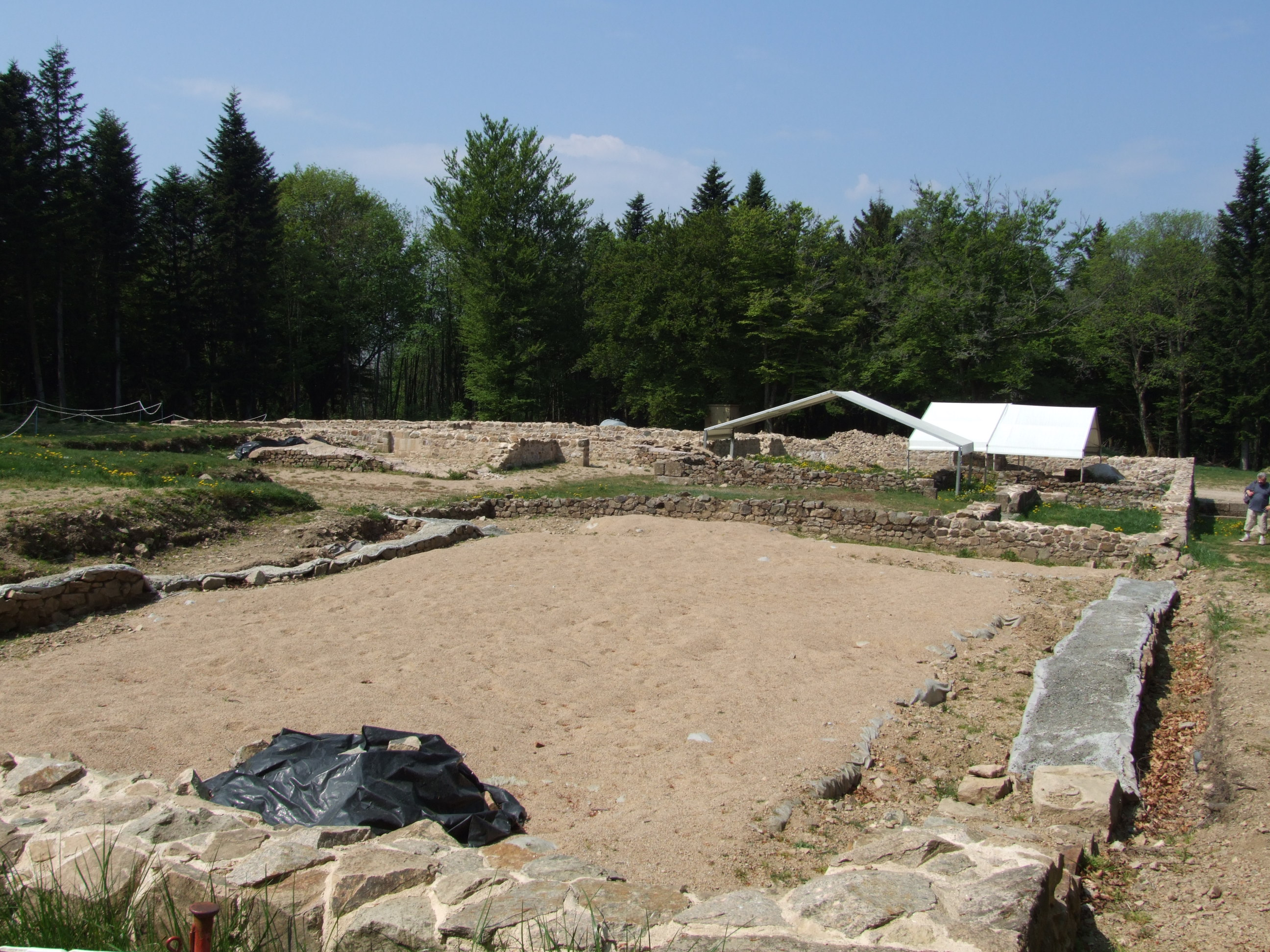
Mont Beuvray, săpăturile de la Bibracte.

Muntele Beuvray adăpostește în vârful său orașul-oppidum Bibracte, capitala economică, religioasă și politică a heduilor, un popor galic aliat cu Roma. Bibracte și-a derivat averea din poziția sa înălțată, care l-a făcut un simbol al puterii, din amplasarea sa geografică în inima căilor de comunicații transeuropene și din resursele minerale ale subsolului său. În anul 52 î.Hr.., Vercingetorix a fost proclamat conducător al galiilor aliați de acolo, iar Cezar, după victoria sa de la Alésia, și-a petrecut acolo iarna scriind Comentariile la războiul galic.

### Epoca contemporană
François Mitterrand, pe atunci președintele Republicii, a venit să sărbătorească evenimentul și s-a gândit să fie îngropat sub unul dintre stejarii care cresc în vârf. Pe 5 mai 1995, cu câteva luni înainte de moartea sa, a cumpărat un teren de un are (100 de metri pătrați) pentru un franc simbolic, într-un loc numit La Chaume, în vederea înmormântării acolo. Până la urmă, fostul președinte a fost înmormântat la Jarnac, în Charente.
Pe acest munte au avut loc numeroase săpături și din 1996 adăpostește Muzeul Civilizației Celtice.

Harta vârfului Mont Beuvray (Bibracte).

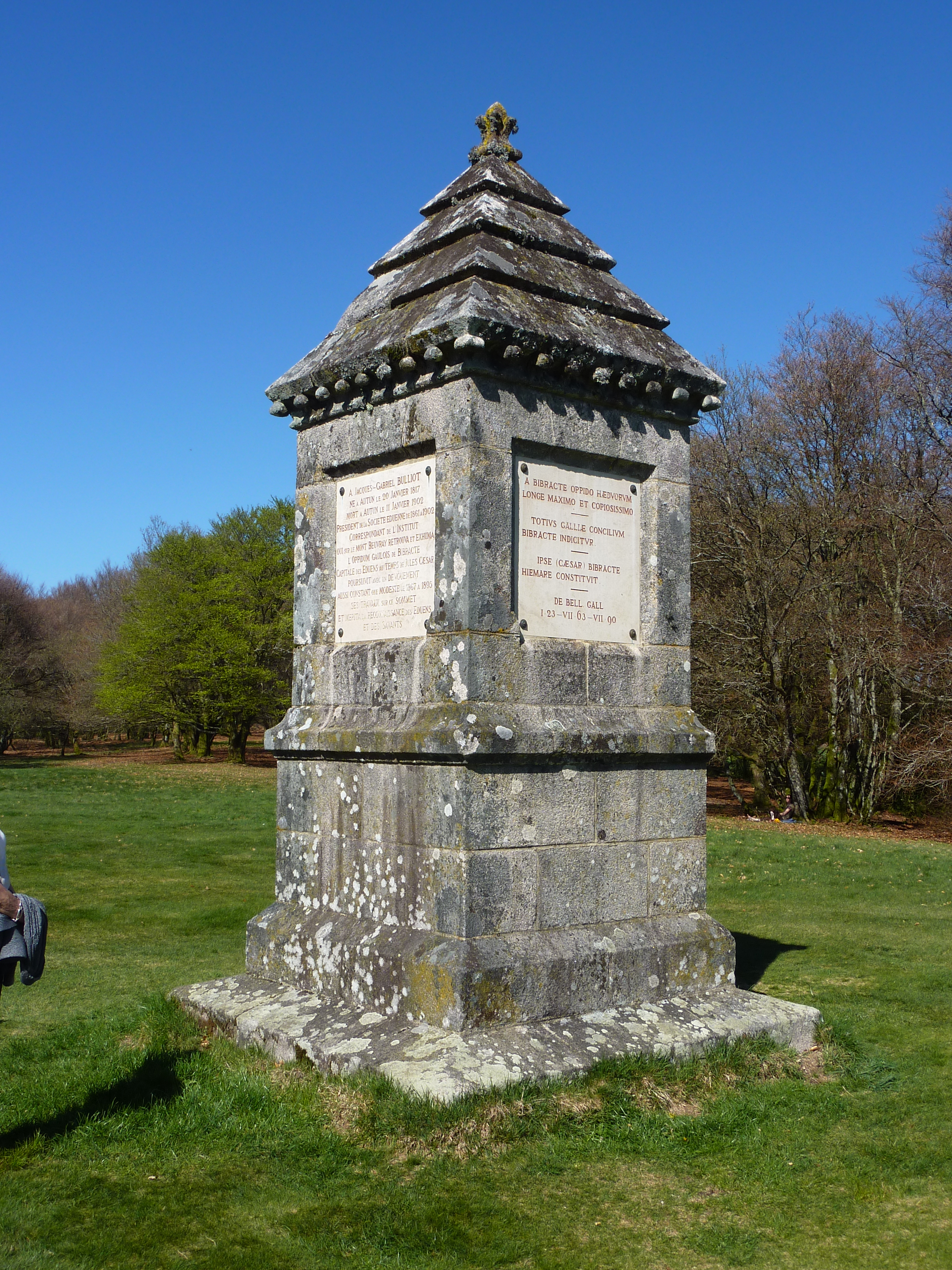
Memorialul.

Vârful Mont Beuvray este presărat cu câteva clădiri și monumente comemorative:
- monumentul în onoarea lui Jacques-Gabriel Bulliot, „descoperitorul” Bibracte, poartă mai multe inscripții, printre care și aceasta:

„À Jacques-Gabriel Bulliot, né à Autun le 20 janvier 1817, mort à Autun le 11 janvier 1902, président de la Société éduenne de 1861 à 1902, correspondant de l'Institut, qui sur le mont Beuvray retrouva et exhuma l'oppidum gaulois de Bibracte, capitale des Éduens au temps de Jules César, poursuivit avec un dévouement aussi constant que modeste de 1867 à 1895 ses travaux sur ce sommet et mérita la reconnaissance des Éduens et des savants.”

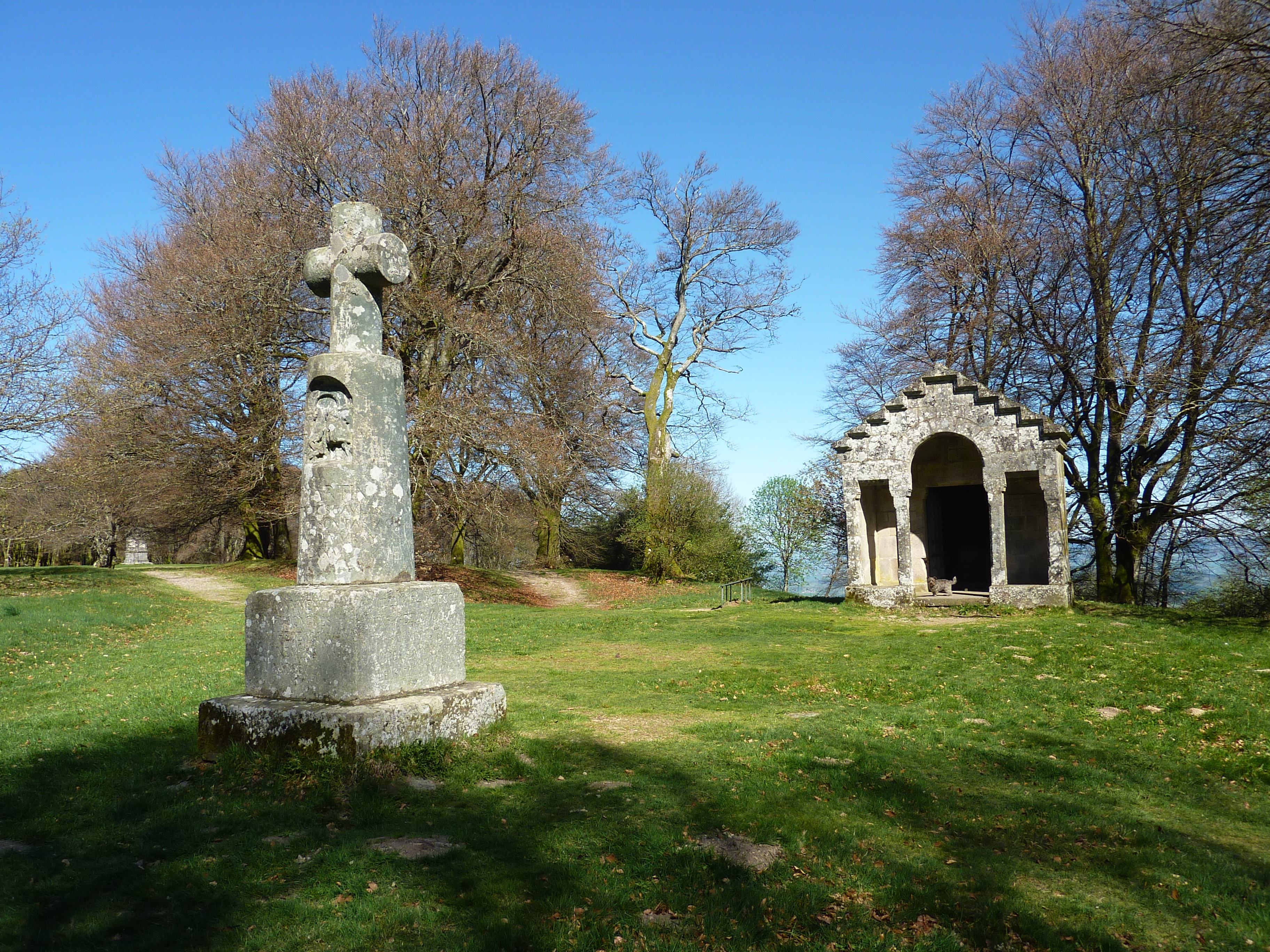
Capela din vârf și Calvarul.

- capela din vârful Saint-Martin, clădire construită în 1873 a cărei absidă se suprapune exact cu cea a unei capele romanice din secolul al X-lea care a urmat ea însăși unei clădiri paleo-creștine și unui templu antic[7];
- Calvarul, cunoscut sub numele de „crucea Sfântului Martin”, al cărui arbore prezintă un basorelief sculptat pe tema Carității Sfântului Martin.

Urmele Bibracte vizibile la fața locului sunt din ce în ce mai numeroase pe măsură ce sunt dezvăluite în timpul campaniilor de săpături arheologice:
- murus gallicus (zid galic) de la Porte du Rebout;
- drumul de acces spre Bibracte, mărginit în numeroase rânduri de actualul drum de acces în sens ascendent;
- numeroase rămășițe de clădiri dezgropate sau în curs de dezgropare, din care rămâne în general doar baza zidurilor, în locuri numite Côme Chaudron, Pâture du Couvent, le Taureau de la Roche;
- rămășițele unei vile eduice (cunoscute sub numele de „parcul cailor”): de fapt acestea sunt rămășițele unei bogate reședințe construite în mod romanesc la sfârșitul secolului I d.Hr., al cărei plan fusese remarcat de Jacques-Gabriel. Bulliot la sfârșitul secolului al XIX-lea; situată de-a lungul căii principale, avea 70 de metri lungime și 50 de metri lățime. A fost excavat din 1988 de o echipă de la Universitatea din Lausanne, sub conducerea lui Claire Martini și Pascal Paris; o campanie suplimentară de săpături este în derulare[n 2];
- fântâna Saint-Pierre și bazinul acesteia.

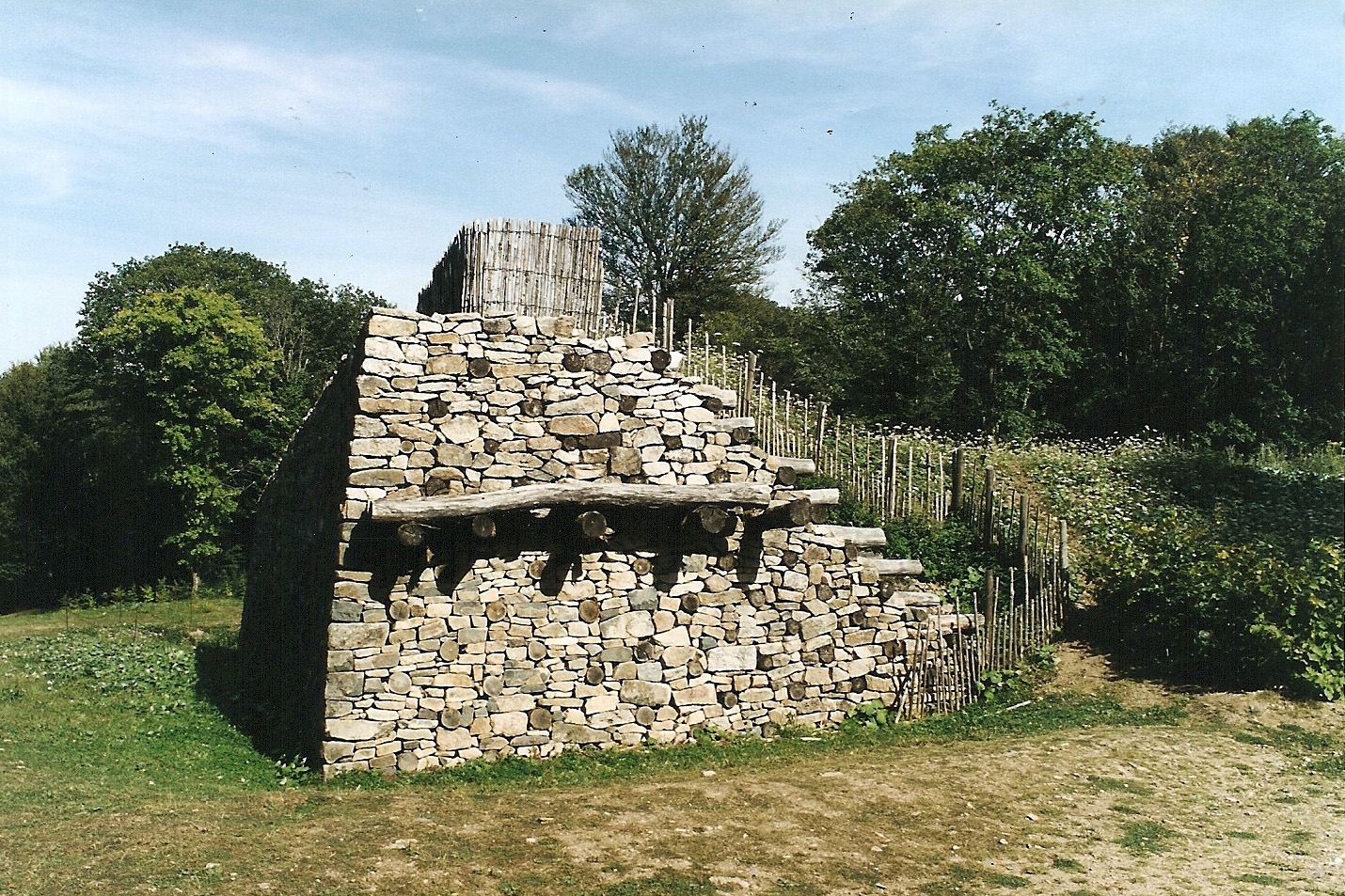
Poarta Rebout (exemplu de murus gallicus).
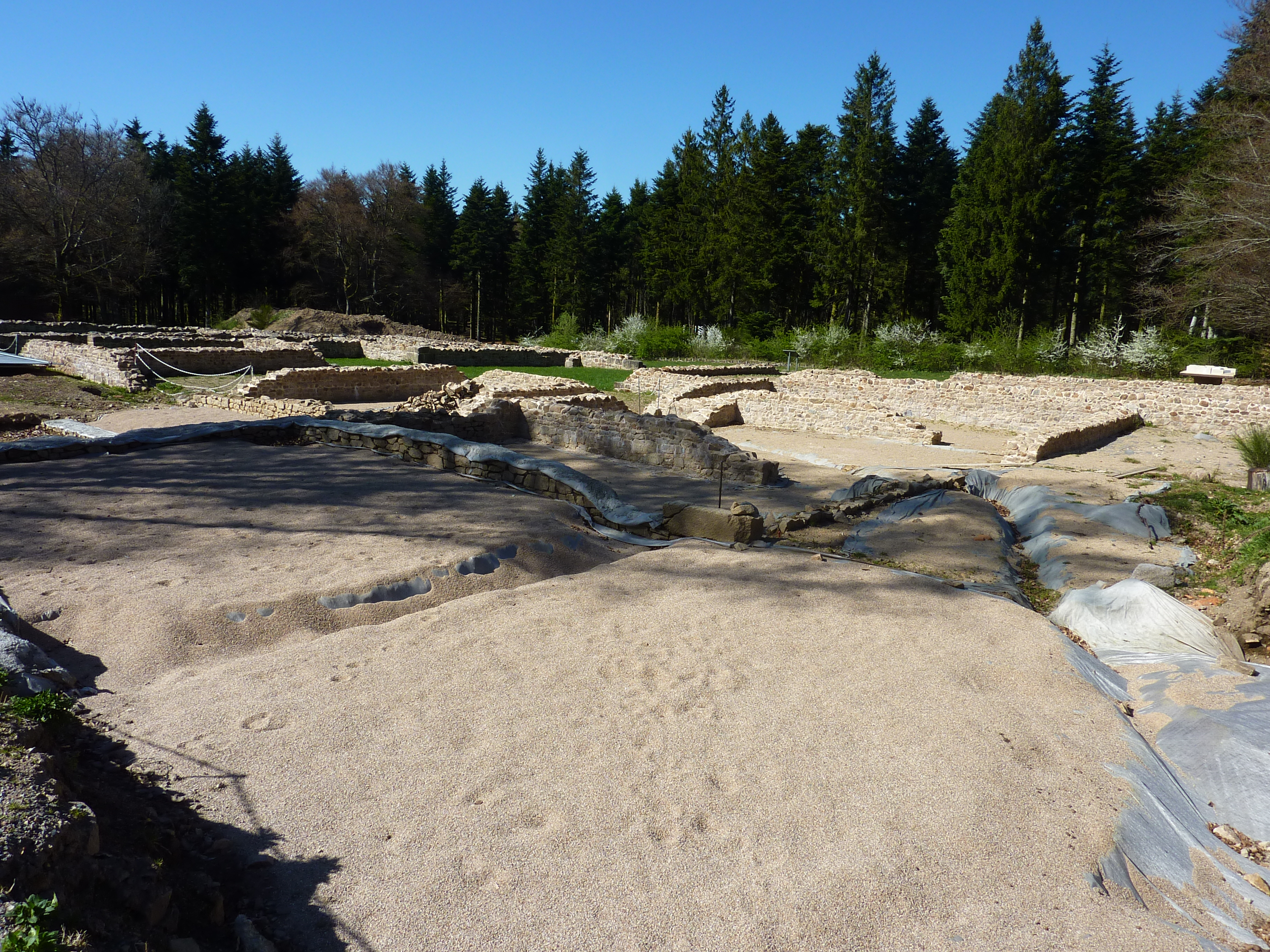
Săpături ale unei vile eduice în 2011.
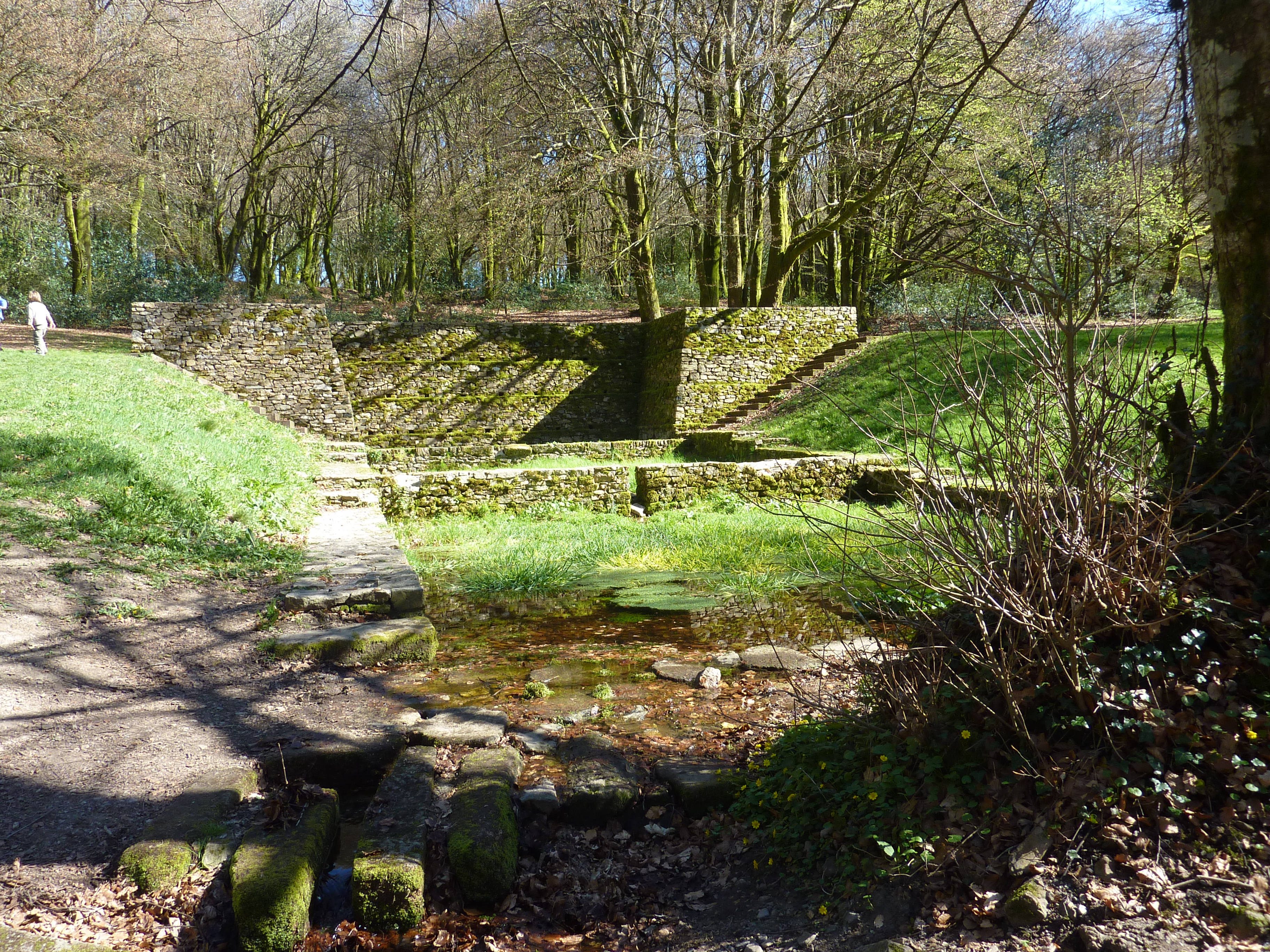
Reconstituirea fântânii Saint-Pierre și a bazinului acesteia.
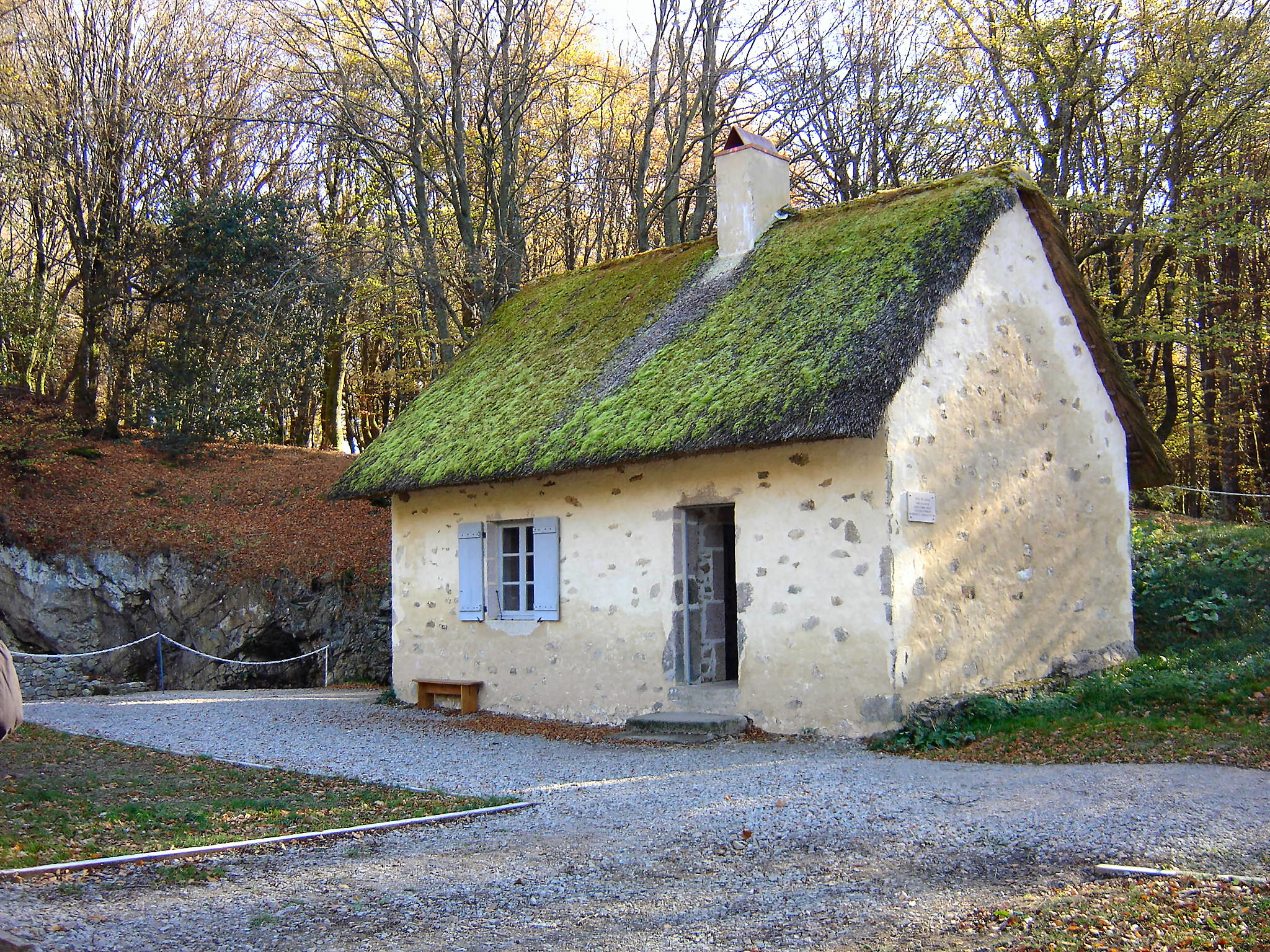
Casa lui Jacques-Gabriel Bulliot în timpul săpăturilor (reconstruită).

## Arie naturală protejată

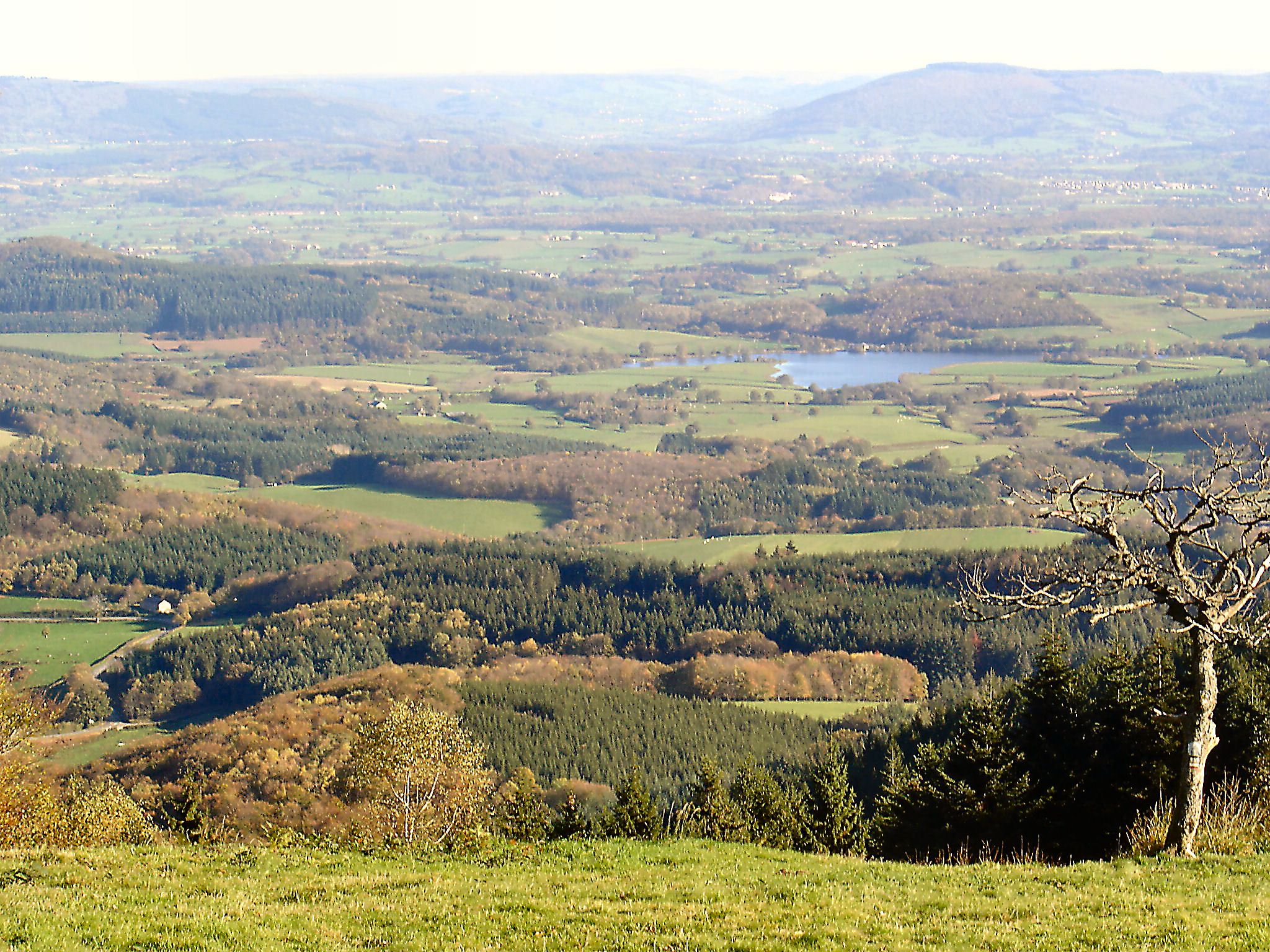
Panorama mont Beuvray.

Situl Mont Beuvray este un sit natural clasificat din 20 martie 1990, iar acum este situl Natura 2000. De asemenea, este clasificat ca Monument istoric. Împădurit în mod tradițional pe versanții săi, a fost subiectul, în anii 1960, al unei repopulări cu rășininoase care nu este lipsită de impact asupra peisajului. Vârful a fost ocupat de pășuni până în secolul al XIX-lea. Limitele spațiului pastoral și agrar mai pot fi ghicite prin aliniamentele de „cozi”, urme ale vechilor garduri.
ZNIEFF tip I de la Mont Beuvray (Zone naturelle d'intérêt écologique, faunistique et floristique), alcătuit dintr-o pădure de fag, are o suprafață de 1.131 de hectare. Această pădure este foarte caracteristică Haut-Morvan, alcătuită în principal din mătăniș cu frunze de adonis (Senecio fuchsii), soc roșu (Sambucus racemosa), bacaș alb (Sorbus aria) Cicerbita plumeri. O livadă de arin mlaștinos ocupă cele mai umede locuri. există, de asemenea, plante precum Osmunda regală (Osmunda regalis) într-o mlaștină cu sphagnum, Jasione perenă (Jasione perennis) și Conopodium (Conopodium majus)).
Un plan de gestionare a peisajului pe termen lung (un secol) a fost conceput de instituția publică care gestionează situl pentru a atenua treptat impactul infiltrației și a dezvălui mai bine întregul sit arheologic.